# Nelu Stănescu
Nelu Stănescu (n. 4 august 1957, Babadag, România – d. 11 martie 2004, Babadag, Tulcea, România) a fost un fundaș român de fotbal.

## Activitate
- Granitul Babadag (1973-1975)
- Delta Tulcea (1975-1979)
- Dinamo București (1981-1988)
- Flacăra Moreni (1988-1989)